# 达亚诺
达亚诺（義大利語：Daiano），是意大利特伦托自治省的一个市镇。总面积9平方公里，人口718人，人口密度79.8人/平方公里（2009年）。ISTAT代码为022070。